# ادمان آیوازیان
اِدمان آیوازیان (به ارمنی: Էդման Այվազյան)؛ (زادهٔ ۲۰ مرداد ۱۳۱۰ در تهران – درگذشتهٔ ۶ فروردین ۱۳۹۹ در لندن) نقاش، معمار و طراح ارمنی‌تبار اهل ایران بود. آیوازیان تنها هنرمند ایرانی است که به عضویت «انجمن سلطنتی نقاشان رنگ روغن انگلستان» پذیرفته شده‌است.

## زندگی حرفه‌ای
نقاشی را از سیزده سالگی آغاز کرد و در شانزده سالگی موفق به دریافت «جایزهٔ نخست مسابقه بین‌المللی نقاشان جوان تهران» شد. ۹ سال بعد جایزهٔ فرهنگ و هنر دوسالانه تهران را از آن خود ساخت و در پی آن در سال ۱۹۵۸ برای شرکت در دوسالانه ونیز برگزیده شد. آیوازیان نقاشی را در فرهنگستان هنرهای زیبای رم و معماری را از ۱۹۷۳ در انگلستان فرا گرفت. طراحی و نظارت بر اجرای «هتل گاجره» و «دبیرستان ارمنی طوماسیان» از نخستین کارهای او پس از بازگشت به ایران بودند. از آثار دیگر اِدمان می‌توان به طراحی داخلی مسجد فرودگاه بین‌المللی ملک خالد ریاض، نقاشی دیواری سالن انتظار فرودگاه بین‌المللی ملک عبدالعزیز، جده، نقاشی دیواری برای موزهٔ ملی عربستان سعودی و طراحی موزائیک برای مسجد جامع عمان اشاره کرد.
آیوازیان در طراحی سنگ‌نبشته‌های خط ثلث و کوفی و کاشی‌کاری‌های مسجدهای عربستان، کویت و عمان از نقاشی اسلامی و ایرانی تأثیر پذیرفته‌است.
او تنها هنرمند ایرانی است که به عضویت «انجمن پادشاهی نقاشان رنگ روغن انگلستان» پذیرفته شده‌است. آثار آیوازیان در مسجدها، کلیساها، موزه‌ها و بسیاری از اماکن عمومی و مجموعه‌های شخصی از جمله «موزهٔ سنت لازار» ونیز و همچنین خانه‌موزه آرام خاچاتوریان ایروان نگهداری می‌شوند.

## گفتاورد
او از دوران کودکی و دوران حرفه‌ای خود می‌گوید:
«خیلی زود پدرم را از دست دادم. ۹ سال داشتم و بزرگ‌ترین فرزند خانواده بودم. ما چهار تا بچه بودیم و مادر به زحمت ما را بزرگ کرد. ناچار مرا به پرورشگاه اصفهان فرستادند و سه سال آن‌جا در مدرسه شاه‌عباس تحصیل کردم، خوب آن زمان جنگ بود و همه در مضیقه بودند، دوران سختی بود. بعد از سه سال به تهران بازگشتم و به مدرسه مهر رفتم در آن‌جا بهترین نمراتم در نقاشی بود بعد به دبیرستان تمدن رفتم. مدیر مدرسه تمدن هم مرا به عنوان دستیار به نقاشان توصیه می‌کرد. برای نقاشی سقف سفارت مصر، ناصر مانی به دنبال جوانی برای دستیاری می‌گشت و مدیر مدرسه تمدن مرا به وی پیشنهاد کرد. ساختمان سفارت آن زمان مصر، اکنون به موزه آبگینه و سفالینه تبدیل شده‌است. بعد انجمن مشاگویت (فرهنگ) درست شد که عده‌ای از جوانان را برای ادامه تحصیل به ارمنستان فرستاد. من در ابتدا به انگلیس رفتم و در رشته معماری درس آموختم و دیپلم معماری گرفتم. معماری را هم به این دلیل انتخاب کردم که در سال‌های آخری که ایران بودم به این کار مشغول بودم، چون آن زمان هم مانند الان از نقاشی نمی‌شد گذران زندگی کرد. من برای یک معمار کارهای تزینات داخلی می‌کردم و به این ترتیب وارد عرصه معماری شدم.»
«من همیشه نقاشی را با طراحی کردن موضوع شروع می‌کنم و جزئیات مهم را آنچنان ثبت می‌کنم که شاید یک عکاس قادر به انجام آن نباشد. من انواع ابزارها را به کار می‌گیرم، ابزاری که سریعترین امکان را برای ثبت لحظه‌های بسیار کوتاه برایم میسر کند؛ گواش، زغال یا مرکب برای این منظور بسیار عالی هستند. هنگامی که رنگ روغن به همراه دارم تغییر ناگهانی شرایط آب و هوا، مخصوصاً، در انگلستان مرا مجبور می‌کند تا با نهایت سرعتی که می‌توانم نقاشی کنم و عموماً بر خلاف میل باطنی با بوم‌های نیمه‌تمام به آتلیه برمی‌گردم و کار را با قلم‌مو یا کاردک یا هرچیزی که دم دستم باشد به پایان می‌رسانم. در آتلیه، عموماً همزمان بر روی دو یا سه نقاشی کار می‌کنم این کار باعث می‌شود که من زمان کافی برای نقد و بررسی یا حتی تغییر کار را داشته باشم.»

## درگذشت
آیوازیان در تاریخ ۶ فروردین ۱۳۹۹ (۲۵ مارس ۲۰۲۰) در سن ۸۸ سالگی براثر ابتلا به بیماری کروناویروس ۲۰۱۹ و در لندن درگذشت. او از حدود یک ماه پیش از مرگش برای بررسی دلیل نوسان فشار خون و سرگیجه به بیمارستان منتقل شده بود و پس از دو هفته با بروز نشانه‌های تب به بخش جداگانه‌ای منتقل شد. سه روز پیش از مرگ، نیز نتیجه آزمایش کرونای او مثبت اعلام شده بود.

## آثار
پرتره آرام خاچاطوریان آهنگساز سرشناس ارمنی و تصاویر یادنامه تومانیان از آثار شاخص او به‌شمار می‌آیند. نقاشی دیواری ۸٫۶ رنگ روغن در خانه توماس توماسیان که نمایی از داستان حماسی «داوید ساسونی» است نیز یکی از زیباترین نقاشی‌های او است.

## کارهای هنری
وی در بیش از ۴۰ نمایشگاه انفرادی و گروهی حضورداشته است:
- ۱۹۴۸: شرکت در مسابقهٔ بین‌المللی جوانان
- ۱۹۴۹: شرکت در نمایشگاه گروهی انجمن فرهنگی مشاکویت
- ۱۹۵۰: شرکت در نمایشگاه گروهی خانهٔ فرهنگی شوروی در تهران
- ۱۹۵۴: شرکت در نمایشگاه گروهی هنر معاصر در باشگاه مهرگان
- ۱۹۵۵: شرکت در نمایشگاه گروهی در قصر ابیض تهران
- ۱۹۵۶: برگزاری نمایشگاه انفرادی در انجمن ایران و آمریکا در تهران
- ۱۹۵۷: شرکت در نمایشگاه گروهی دوسالانهٔ تهران[۴]
- ۱۹۵۸: انتخاب شده به عنوان هنرمند ایرانی برای ورود به دوسالانهٔ ونیز
- ۱۹۶۰: شرکت در نمایشگاه گروهی باشگاه گارون در تهران
- ۱۹۶۲: برگزاری نمایشگاه انفرادی در انجمن ایران و آمریکا در تهران
- ۱۹۶۵: شرکت در نمایشگاه گروهی سالن گیلدهال لندن[۴]
- ۱۹۷۴: اجرای نقاشی دیواری برای کلیسای سرکیس مقدس تهران
- مه ۱۹۸۴: برگزاری نمایشگاه انفرادی در گالری گیورکی در نیویورک[۴]
- نوامبر ۱۹۸۴: برگزاری نمایشگاه انفرادی در سالن گولبِنگیان، لندن[۴]
- ۱۹۸۵: طراحی داخلی مسجد بزرگ فرودگاه ریاض
- ۱۹۸۵: دریافت سفارش از طرف گالری روشان برای کشیدن تک چهره‌هایی از پادشاهان و شاهزادگان عربستان سعودی و پرده‌هایی با مضمون زندگی در ۱۹۳۰ در عربستان.
- ۱۹۸۶: دریافت سفارش از سوی گالری روشان برای اجرای طراحی داخلی مسجد فرودگاه بین‌المللی ظهران (معمار کل فرودگاه: مینورو یاماساکی)
- ۱۹۸۷: برگزاری نمایشگاه انفرادی در ایروان، ارمنستان[۴]
- ۱۹۹۰: شرکت در نمایشگاه سیمفروپول شبه‌جزیره کریمه
- ۱۹۹۱: شرکت در نمایشگاه گروهی موزهٔ کتابخانهٔ بوستون
- ۱۹۹۲: برگزاری نمایشگاه انفرادی در گالری روشان
- ۱۹۹۳: شرکت در نمایشگاه گروهی انجمن هنرمندان آمریکایی و ارمنی در بوستون[۴]
- ۱۹۹۷: شرکت در نمایشگاه باشگاه هنر نوین انگلیسی در گالری مال لندن[۱]
- ۱۹۹۷: شرکت در نمایشگاه نقاشان مؤسسهٔ پادشاهی در گالری مال لندن[۱]
- ۱۹۹۸: طراحی موزهٔ یادبود عبدالعزیز در موزهٔ ملی ریاض
- ۱۹۹۸: شرکت در نمایشگاه گروهی هلینگ سنتر در لندن[۴]
- ۱۹۹۸–۲۰۱۰: شرکت در ۲۸ نمایشگاه گروهی و انفرادی در جاهای مختلف جهان.
- ۲۰۱۶: شرکت در نمایشگاه «رنگ‌های سرزمین مادری‌ام» در فرهنگسرای نیاوران[۳][۴]
- ۲۰۱۸: نمایشگاهی در باشگاه آرارات، تهران[۴]

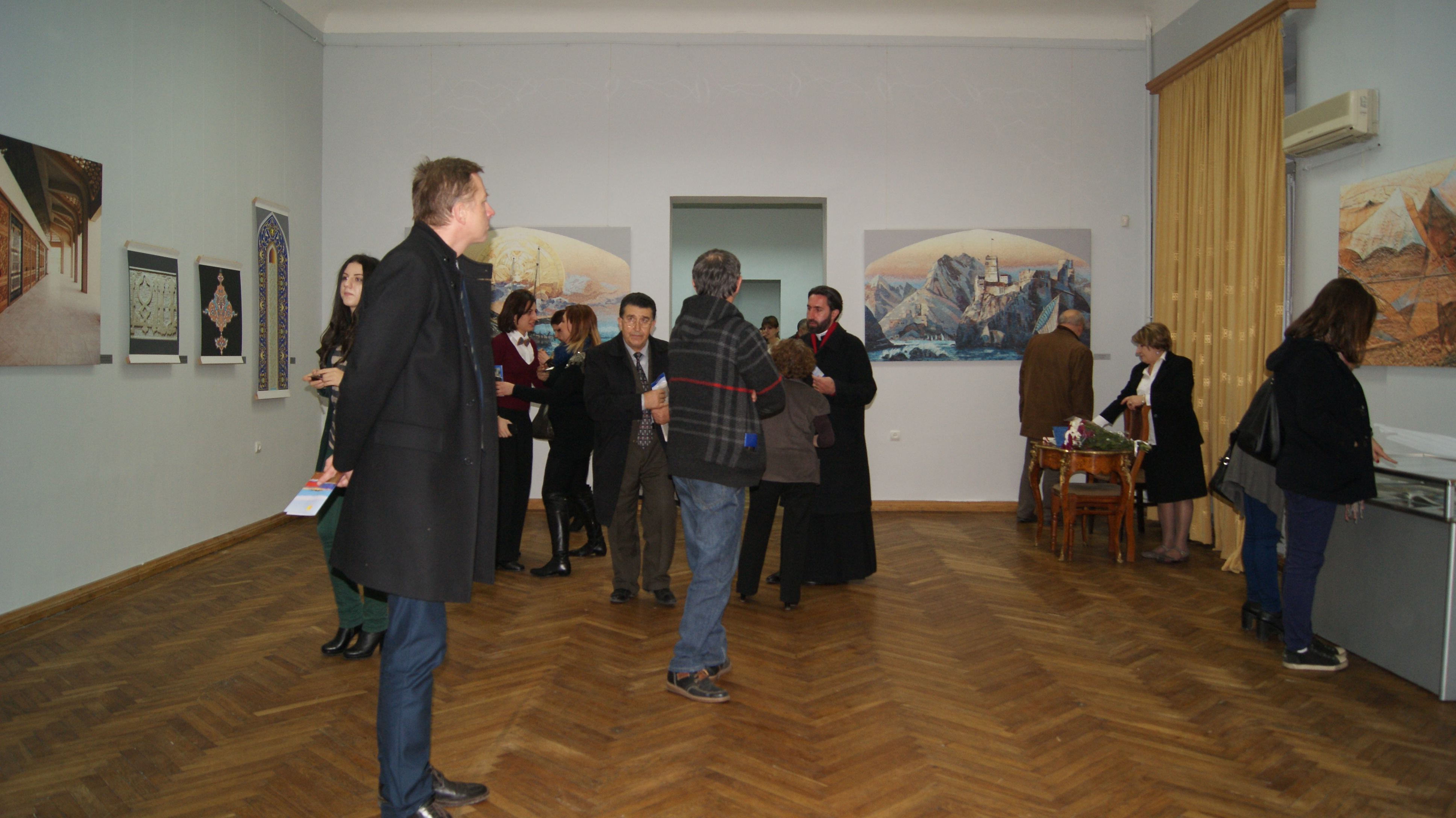
نمایشگاه "Colors of Homeland" در نگارخانه ملی ارمنستان (نوامبر ۲۰۱۵)

## محل نگهداری نقاشی‌های آیوازیان
- موزهٔ سنت لازار ونیز
- خانه‌موزه آرام خاچاتوریان
- کلیسای سرکیس مقدس تهران
- کلیسای گاراپت مقدس، آبادان
- کلیسای مسروپ مقدس، اهواز
- کلیسای تارگمانچاتس مقدس نارمک تهران
- شرکت نوتروپ آمریکا
- شرکت ملی نفت ایران، تهران
- موزه ملی مرکز تاریخی عبدالعزیز عربستان سعودی در ریاض
- مجموعهٔ شخصی در عربستان سعودی
- مجموعهٔ شخصی در عمان
- گالری ملی و موزهٔ هنر معاصر ایروان
- موزهٔ آیوازوسکی فئودوسیای کریمه
- مجموعهٔ شخصی بوستون و سِینسبری لندن

## جوایز

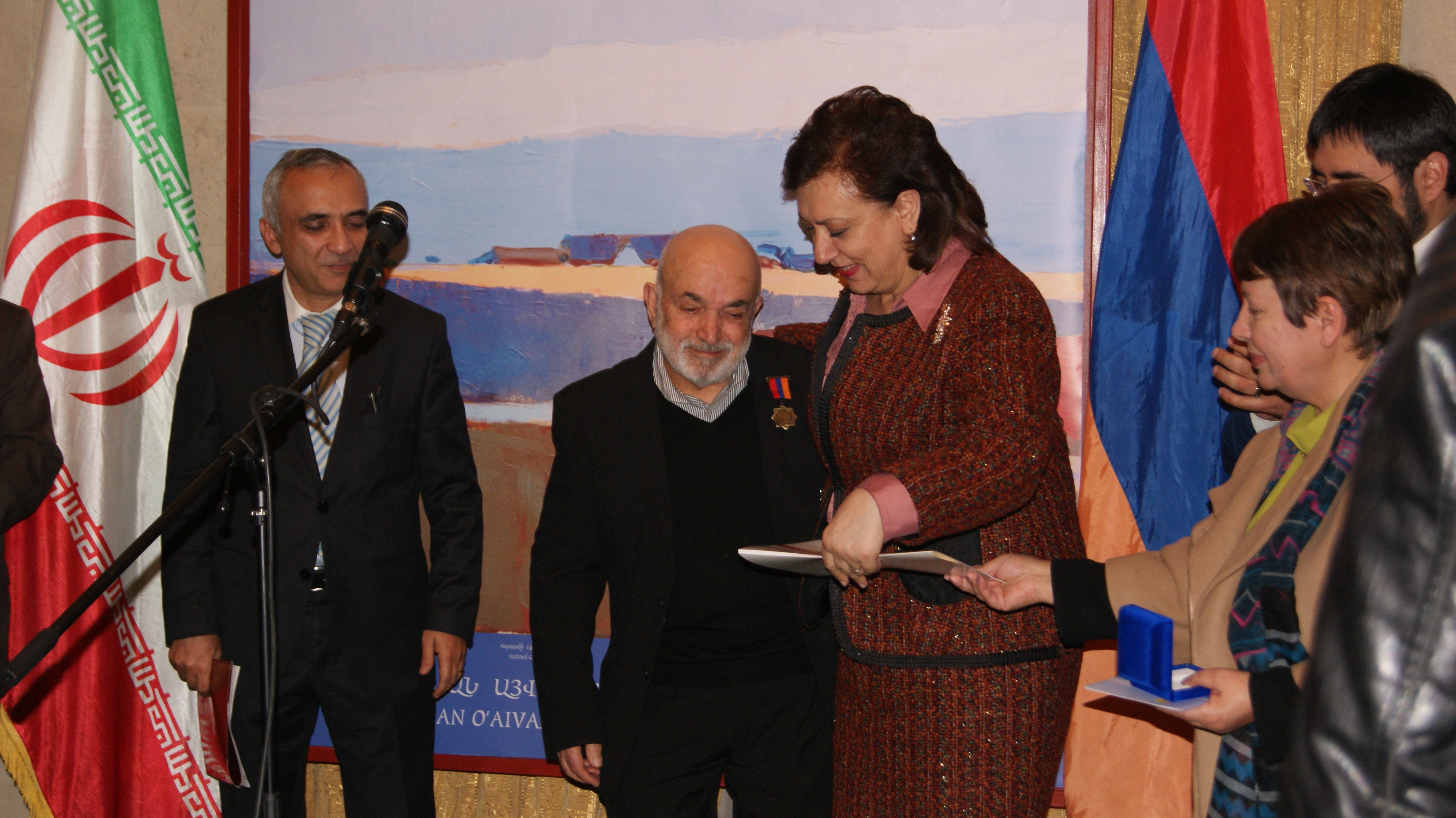
ادمان آیوازیان هنگام دریافت مدال آرشیل گورکی (نوامبر ۲۰۱۵)

- ۱۹۴۸: جایزهٔ مسابقهٔ بین‌المللی جوانان[۷]
- ۱۹۵۶: جایزه نخست هنرمندان معاصر ایران[۷]
- ۱۹۵۸: جایزهٔ نخستین مسابقه سالانه وزارت فرهنگ و هنر و انتخاب او برای دوسالانه ونیز[۷]
- ۲۰۰۰: جایزهٔ وینزور و نیوتن نقاشان رنگ روغن مؤسسهٔ پادشاهی
- ۲۰۰۱: جایزهٔ نمایشگاه سالانهٔ آر.اس.ام. ای (R.S.M.A) از شرکت معتبر شیپرایت
- مدال آرشیل گورکی
- جایزه نخست نمایشگاه گروهی ایران آمریکا[۴]

## عضویت
- عضو اتحادیه سلطنتی[۷]
- عضو انستیتو سلطنتی نقاشان لندن[۷]